# Ahmad Obeid
Ahmad Obeid (in arabo أحمد عبيد‎?; Irbid, 24 agosto 1990) è un cestista giordano.

## Carriera
Con la Giordania ha disputato i Campionati mondiali del 2019 e due edizioni dei Campionati asiatici (2015, 2017).